# Tanu Tanu
Tanu Tanu (12 agosto 1985) è un calciatore samoano americano, di ruolo centrocampista.